# Гуттаперчевое дерево
Гуттаперчевое дерево — общее название деревьев, из млечного сока которых получают гуттаперчу (кожеподобный продукт коагуляции латекса).
Наибольшее промышленное значение имеют деревья из родов:
- палаквиум (Palaquium) — около 50 видов, произрастают на Малайском архипелаге,
- пайена (Payena) — около 16 видов, произрастают на Малайском архипелаге[1],
- бассия из семейства сапотовых (Sapotaceae).

Гуттаперчевые деревья растут на плантациях и в лесах Юго-Восточной Азии и Африки. В умеренных широтах основное гуттаперчевое дерево — бересклет.